# Masquage (illustration)
Pour les articles homonymes, voir Masquage (homonymie).
 (février 2017).
Si vous disposez d'ouvrages ou d'articles de référence ou si vous connaissez des sites web de qualité traitant du thème abordé ici, merci de compléter l'article en donnant les références utiles à sa vérifiabilité et en les liant à la section « Notes et références ».

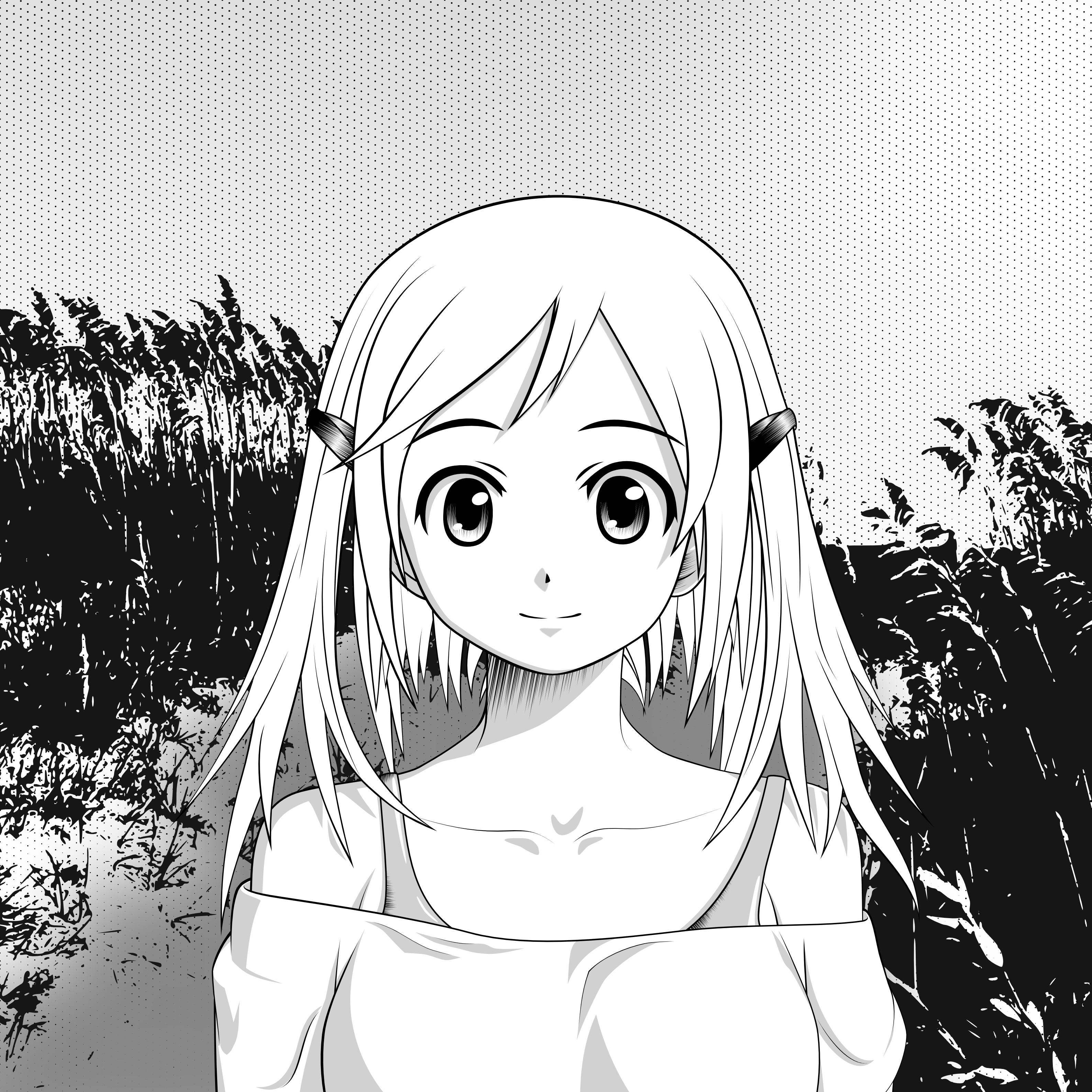
Un personnage de manga (style non réaliste), sur un arrière-plan photographique détaillé.

Le masquage est un style visuel, une convention théâtrale et une technique littéraire décrite par le dessinateur Scott McCloud dans son livre L'Art invisible. C'est l'utilisation de personnages simples, archétypaux et narratifs, juxtaposés sur des arrière-plans détaillés, photographiques, vraisemblants et spectaculaires. McCloud estime que cela peut fonctionner comme un masque, une forme d'identification projective. Son explication est qu'un personnage familier et peu détaillé permet une plus grande connexion émotionnelle pour les spectateurs. Ils peuvent ainsi s'identifier plus facilement.
Cette technique est utilisée dans l'animation, la BD, l'illustration, les jeux vidéo (surtout les visual novels) et d'autres médias. Elle est commune dans les romans graphiques occidentaux, dans les mangas japonais et dans l'animation. La psychologie derrière l'effet de masquage a été étendue afin de rendre des antagonistes de manière réaliste. Il s'agit alors de montrer leur altérité par rapport au lecteur.